# اکریسون کوادریماکولاتوم
اکریسون کوادریماکولاتوم یک گونه سوسک از خانوادهٔ سوسک‌های شاخک‌دراز و از زیرخانوادهٔ شاخک‌درازیان است. خوان کریستین فابریشز در سال ۱۷۹۲ این گونه را توصیف و بررسی کرده‌است. این گونه در کشورهای کاستاریکا، گوادلوپ، ترینیداد، گویان، آروبا، برزیل، آرژانتین و ونزوئلا یافت شده‌است.